# Louis Marie Sicard
Pour les articles homonymes, voir Sicard.

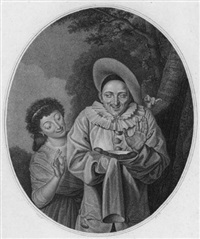
Scène galante de Louis Marie Sicard gravée par Jacques-Louis Copia.

Louis Marie Sicard dit Sicardi, est un peintre miniaturiste français, né à Avignon en 2 août 1743, et mort à Paris le 18 juillet 1825 .
Il a été peintre miniaturiste du roi Louis XVI.

## Biographie
Il est né le 2 août 1743 à Avignon et baptisé le 3 août dans la paroisse Saint-Didier. Il est le fils de Jean-Pierre Antoine Sicard et de Marie-Anne Scudier. Jean-Pierre Antoine Sicard est originaire de Toulouse, et né en 1719. Il est peintre et en 1763 il demande à un imprimeur d'Avignon de faire graver des dessins sur les Antiquités de la ville de Nîmes et les armes du cardinal de Bernis. 
Il se présente à l'Académie des beaux arts de Bordeaux. dont il et devient membre et professeur  en 1771. Son nom est aussi orthographié Sicardi sur les livrets des Salons. Des recherches faites à Bordeaux montrent que Sicardy, peintre de la ville d'Avignon, maintenant à Bordeaux, a été agréé le 25 novembre 1769. Il se dit d'origine italienne, probablement parce qu'Avignon est alors une enclave appartenant au pape. 
Le procès-verbal d'une réunion de l'académie de peinture du 13 décembre 1772 mentionne la candidature de son père  à  cette académie, candidature qui reste sans suite.
Il était encore à Bordeaux en 1773 puis se rend à Paris. On sait que le 30 août 1780 l'Académie veut pourvoir à la vacance de sa place de professeur. Des courriers sont échangés jusqu'en 1783 pour savoir quand il pense reprendre sa place puis il n'apparaît plus dans les comptes rendus de l'Académie. 
Dans les différents documents consultés à partir de 1771, le nom Sicardi n'est jamais précédé d'un prénom.  La première mention du prénom est faite dans le livret du Salon de 1798 où il note qu'il a été l'élève de son père.
Au sujet de son nom, un critique du Salon de 1796 a écrit au sujet de ses tableaux dans Les tableaux de vaudeville :
Souvent tel ouvrage est fort bon,
Par son propre mérite.
Qui, si l'auteur est sans prénom,
À le gloser excite.
Italianisez un nom,
La faridondaine, la faridondon,
De Sicard faites Sicardi,
Biribi,
Vous êtes sûr de plaire ainsi,
Mon ami.  .
On ne sait pas par quels travaux Louis Marie Sicard a été remarqué par la Maison du Roi pour le charger de l'exécution de plusieurs portraits. Il n'était pas membre de l'Académie royale de peinture et de sculpture ni de l'Académie de Saint-Luc. Il a possède de lui un portrait de Marie-Antoinette daté de 1772, et d'autre miniatures dont la première remonte à 1766. En 1782, il remet à la Maison du roi deux portraits de Louis XVI et un portrait de la reine de Hongrie.

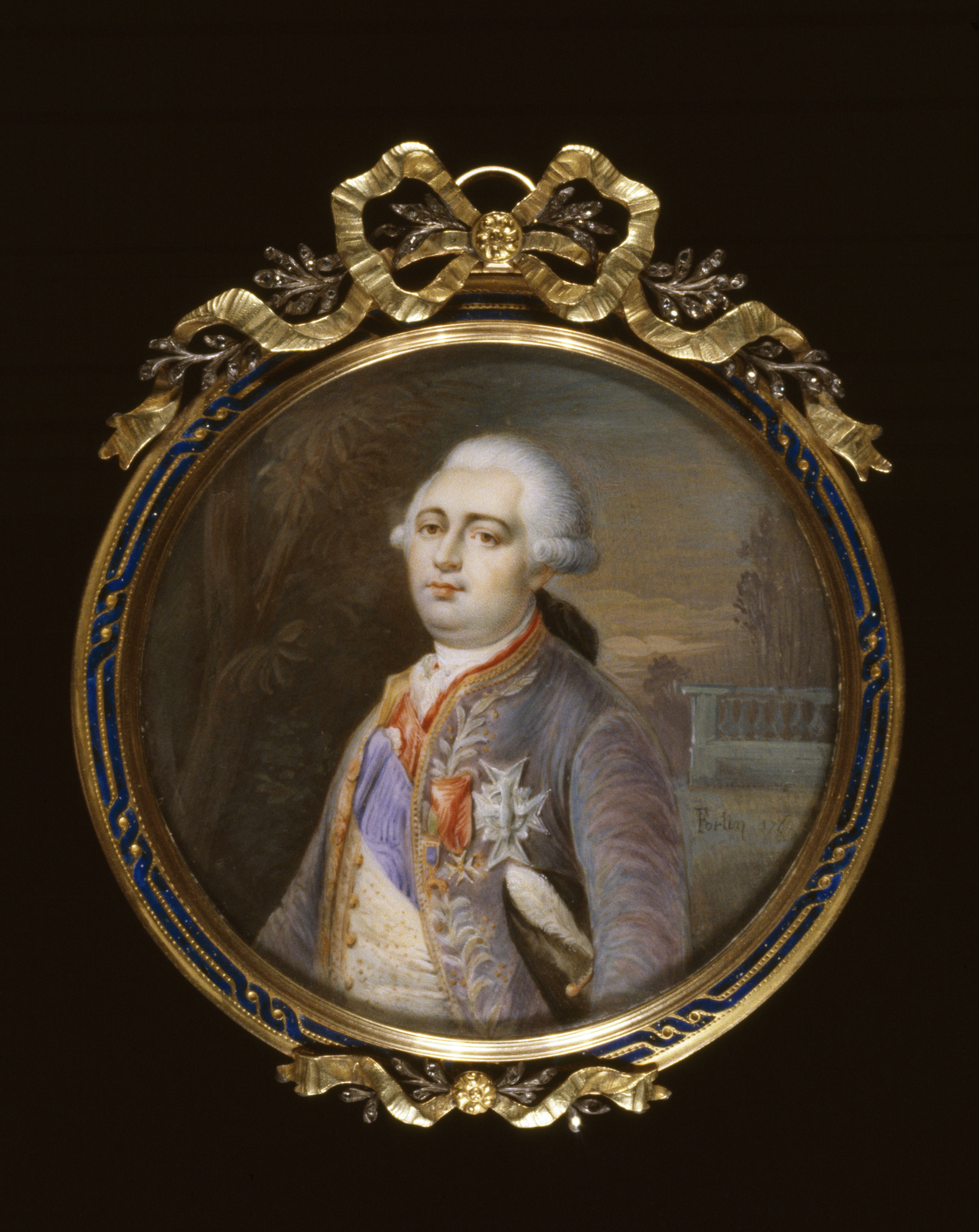
Sicardi, Portrait du roi Louis XVI, Walters Art Museum

Des portraits de Louis XVI réalisés par Louis Marie Sicard, on connaît :
- un portrait réalisé en 1774, offert au docteur Tronchin après la vaccination du roi,
- un portrait daté de 1779, se trouvant dans la collection Wallace (voir),
- un portrait daté de 1782, se trouvant dans la collection Doisteau donnée au musée du Louvre,
- un autre daté de 1789, se trouvant dans la collection Casa-Torrès,
- un cinquième offert au duc d'Aumont de Villequier.

Le plus ancien portrait de Marie-Antoinette réalisé par Louis Marie Sicard pour la Maison du Roi doit dater de 1785 et se trouve au musée du Louvre.
Jusqu'à la Révolution, Sicardi n'a réalisé que des portraits de la famille royale et de princes et princesses de la cour et quelques autres figures qui sont connues par des catalogues d'expositions.
C'est alors un peintre discret qui n'est cité que par Jules Renouvier. Paul Mantz le cite plus longuement.
Il a fait un voyage à Londres. Il l'annonce dans une lettre datée du 4 avril 1789 à Dominique Serres (Auch, 1730-Londres, 1793), peintre du roi d'Angleterre. Il souhaitait y rencontrer Thomas Burke (1749-1815) qui a gravé un de ses dessins, Oh, che boccone ! (Oh, le beau morceau !),,,, et lui vendre un des tableaux de Joseph Vernet faits à Rome en 1747. Cela pourrait être la Vue de Naples d'après les dimensions données. Sicard et sa femme ont quitté Londres le 30 mai 1789. Dans une lettre de 1796 à Serres, il lui annonce qu'il a perdu toute sa fortune et qu'il est obligé de travailler pour gagner sa vie.
Il a dû être marié vers 1764 car il avait une fille de 20 ans en 1785. Sa première épouse a été représentée en vestale par Mme Vigée-Lebrun. Il s'est remarié avec Marie-Alexandrine Jobelin.
À partir de 1791, les Salons ne sont plus réservés aux membres de l'Académie de peinture. Il y a présenté un portrait de Mirabeau Sicardi va alors y participer régulièrement. Julie D... écrit dans Critique du Salon de 1801 : « Sicardi et autres ont exposé des ouvrages agréables et goûtés du public ; je les ai vus avec un plaisir nouveau et j'ai tâché d'y puiser des leçons utiles ». Après le Salon de 1801, le général Thiébault lui a commandé une miniature représentant Dieudonné Thiébault, son père. Cette miniature a été admirée par Joséphine Bonaparte.
Pendant la Révolution il aurait pu entrer à l'Institut de France car le 23 fructidor an VIII, à la demande du Premier consul, le ministre de l'Intérieur a dressé une liste des dix meilleurs peintres et des dix meilleurs sculpteurs, et Sicardi y figure en surnombre, juste après Isabey. Il est présenté le 2 vendémiaire an IX à Lucien Bonaparte par l'expert Lebrun, en même temps qu'Isabey et Augustin.
À la Restauration il a porté le titre de peintre du Cabinet du Roi. Il cesse d'exposer après le Salon de 1819.
Il a fait son testament le 30 décembre 1821 dans lequel il cite sa seconde épouse dont il n'a pas eu d'enfant. Il ne parle pas de sa fille qu'il a eue avec sa première épouse qui est probablement décédée à cette date.
Il est décédé à Paris, au no 149 rue de Charonne, le 18 juillet 1825.

## Distinction
- Chevalier de la Légion d'honneur le 11 septembre 1814, en même temps que Campenon et Vigée.